# Sado (rivier)

loop van de Sado

De Sado (vroeger Sádão) is een Portugese rivier, die op 230m hoogte ontspringt bij Serra da Vigia en 180 km verder in de Atlantische Oceaan stroomt, bij Setúbal.
Hij stroomt langs Alcácer do Sal. Op verschillende plaatsen is hij afgedamd voor irrigatiedoeleinden. Bij Setúbal ligt het estuarium van de Sado, waar een kolonie tuimelaars leeft, die de invloed van de mens in zijn leefwereld goed kan weerstaan.

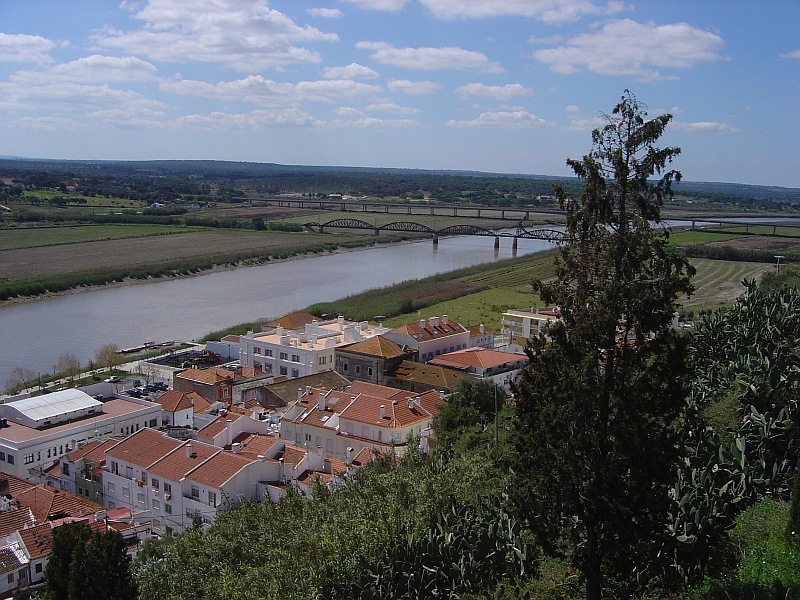
De Sado in Alcácer do Sal, van rechts gezien

- Virtual International Authority File: 315527451